# Стоун, Уильям (губернатор Мэриленда)
Уильям Стоун (англ. William Stone; 1603—1660) — английский политик и землевладелец, колониальный губернатор Мэриленда (1649—1656).

## Биография
Происходил из богатой купеческой семьи из Лондона. 
В молодые годы эмигрировал в Виргинию, где занимался торговлей, а затем через несколько лет приобрёл табачную плантацию. Он был популярн в колонии, став одним из уважаемых граждан. Он работал мировым судьей, а затем был шерифом в округе Аккомак и входил в Ассамблею колонии.
В 1648 году с группой протестантов переехал в Мэриленд, в который вскоре барон Балтимор назначил его губернатором. Он стал первым губернатором-протестантом и при нём произошло массовое переселение протестантов в Мэриленд. Стоун был губернатором в течение семи лет, в течение которых в 1649 году был основан город Провиденс.
В марте 1655 года произошло сражение сторонников губернатора с пуританами, в котором он был разбит и попал в плен. Его посадили в тюрьму, где он провёл около месяца, откуда был отпущен и вернулся на пост губернатора. В 1657 году он был заменён на этом посту Джозиасом Фендаллом, а Стоун отошёл от политических дел.
Скончался в 1660 году в своём поместье, оставив по завещанию жене и 7 детям 14950 фунтов табака. 